# Années 1410 av. J.-C.
Les années 1410 av. J.-C. couvrent les années de 1419 av. J.-C. à 1410 av. J.-C.

## Évènements

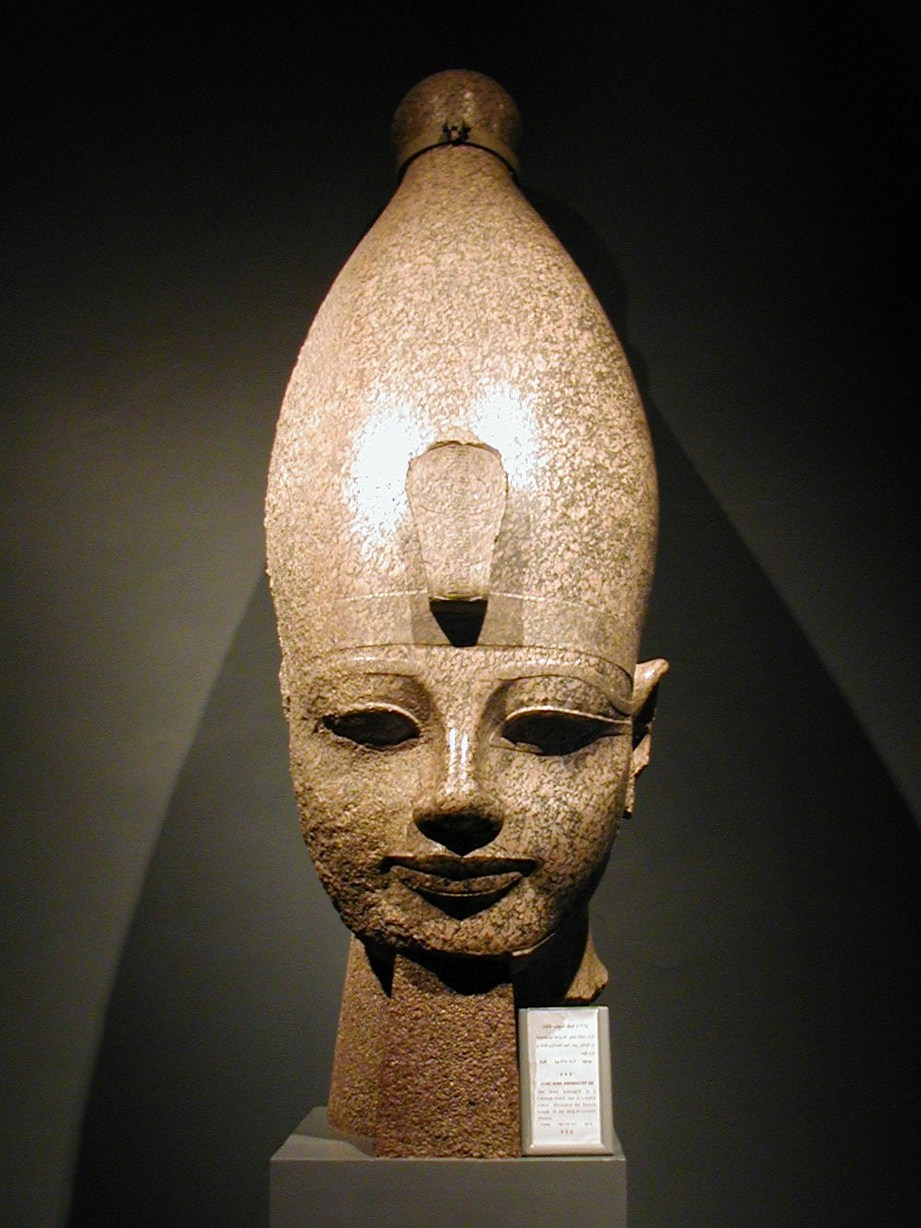
Amenhotep III. Musée de Louxor, (Égypte)

- Vers 1420-1400 av. J.-C. : règne de Arnuwanda Ier, roi des Hittites[1]. Il a une grande activité législative. Sous son règne, Nerik, ville sainte du dieu de l’Orage, tombe aux mains des Gasgas ainsi que de nombreuses autres villes de la zone pontique. Arnuwandas traite avec les Gasgas, mais doit abandonner des territoires conquis à l’est de l’Euphrate. Il réussit à conserver le Kizzuwatna. Son fils Thudhaliyas est associé au pouvoir à la fin du règne.
- Vers 1419-1411 av. J.-C.[2] : règne d’Ashur-bêl-nishêshu, roi d’Assyrie[3],[4]. Il passe un traité frontalier avec le roi kassite de Babylone, Kara-indash. L’Assyrie tente peut-être de se dégager de l’emprise du Mitanni en s’entendant avec son voisin méridional.
- 1417-1379 av. J.-C.[2] : dates supposées du règne du pharaon Amenhotep III (Aménophis III)[5],[6]. Régence de sa mère Moutemouia.

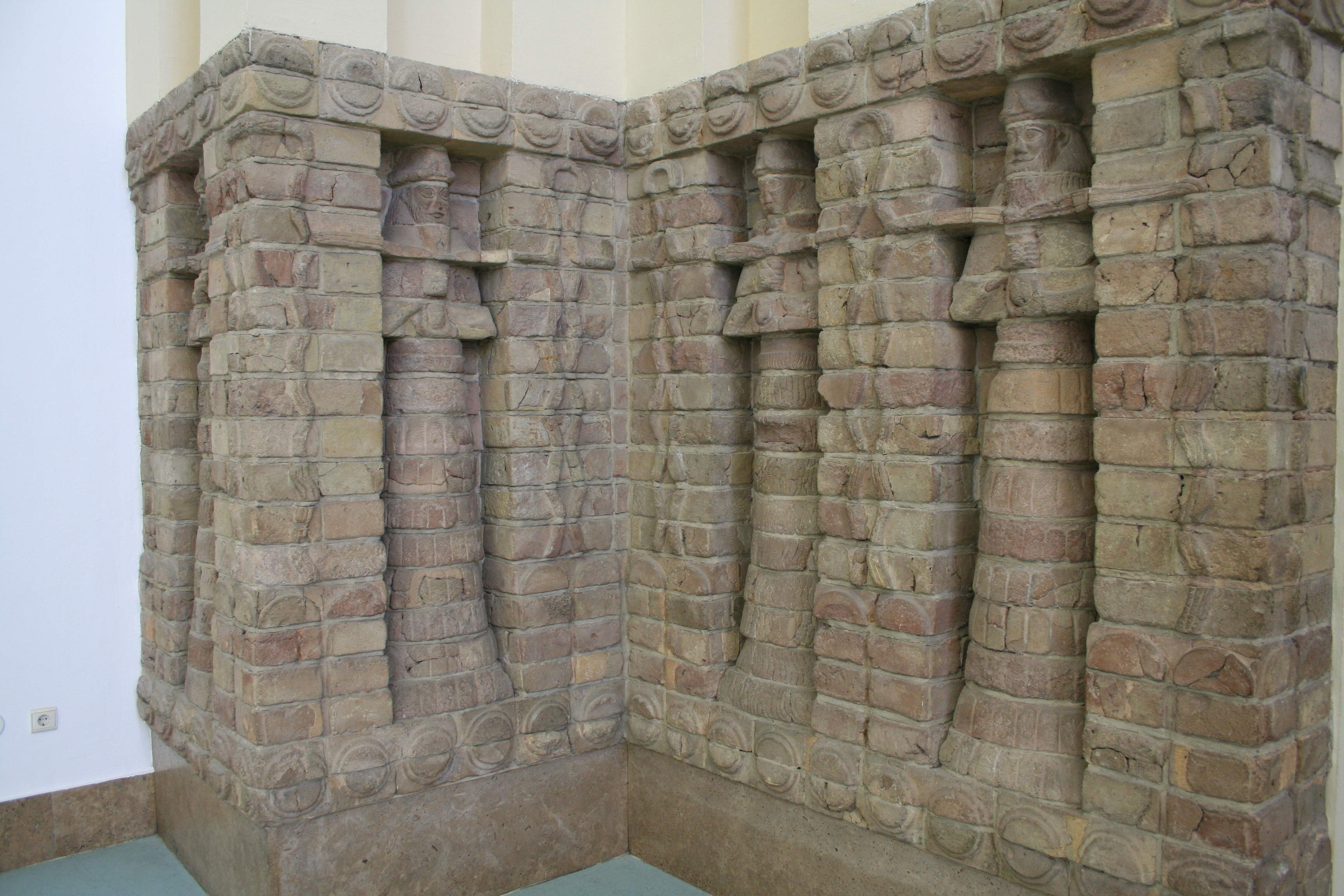
Reliefs en briques cuites du temple de Kara-indash à Uruk, milieu du XVe siècle, Musée de Pergame à Berlin.

- Vers 1415 av. J.-C. : le roi kassite de Babylone Kara-indash (fin du XVe siècle av. J.-C.) construit dans l’Eanna d’Uruk un temple décoré de façon tout à fait nouvelle, le décor de la façade étant réalisé en brique cuite moulée[7]. Au fond de niches assez profondes, trouvent place alternativement une déesse tenant un vase aux flots jaillissant et un dieu barbu, entre les deux s’insérant des motifs géométriques. Cette technique connaîtra un bel avenir (temple d’Inshushinak à Suse au XIIe siècle av. J.-C., porte d’Ishtar à Babylone au VIe siècle av. J.-C., palais de Darius Ier à Suse).